# Stundenbuch der Maria von Burgund

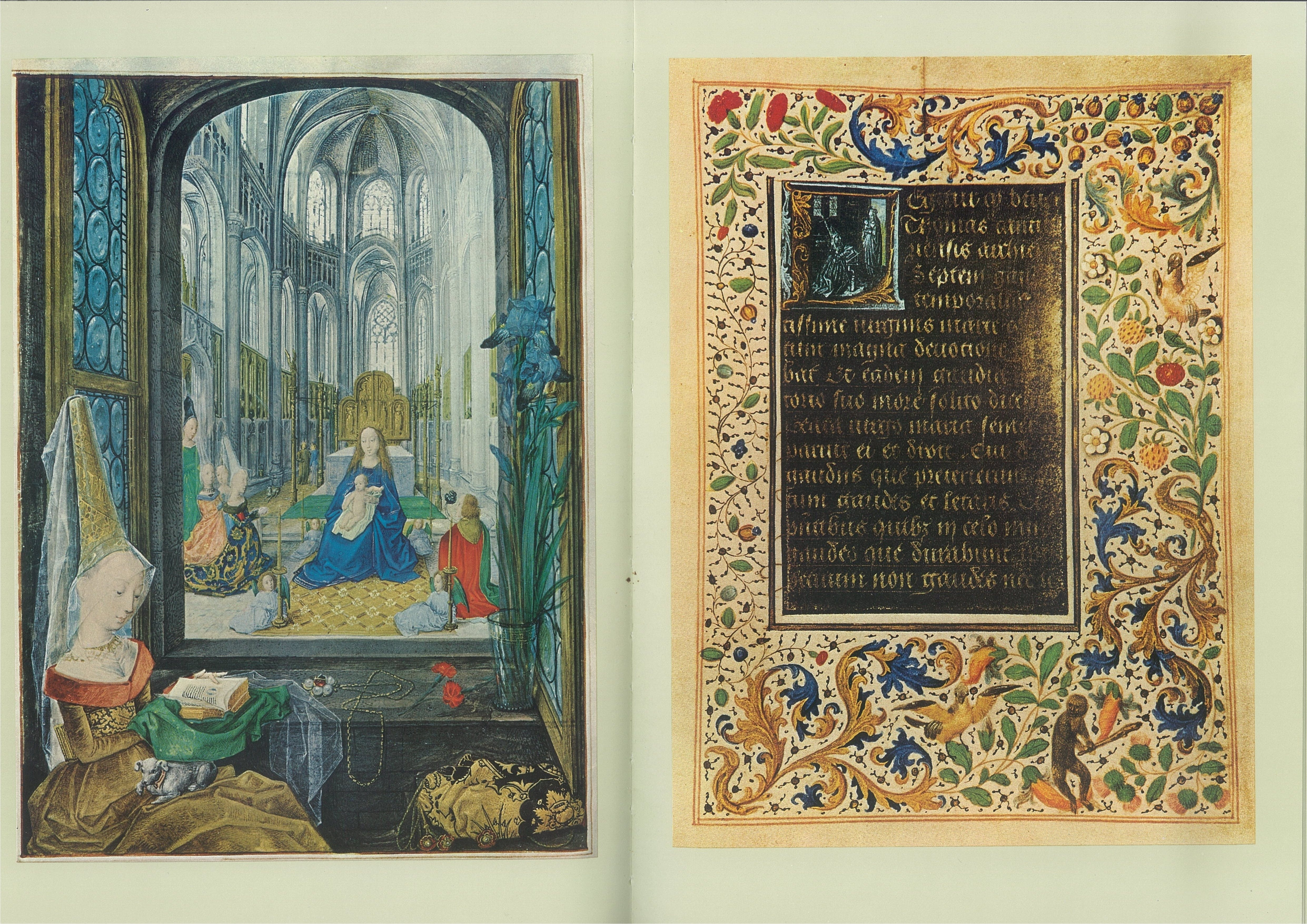
Miniaturen: Maria in der Kirche, Thomas von Canterbury in Initiale

Das Stundenbuch der Maria von Burgund ist ein Gebetbuch.

## Beschreibung
Liturgie von Rom. Flandern, um 1477. 22,5 × 15 cm, 187 ff.
24 Kalendarium-Illustrationen, 20 ganzseitige Miniaturen, 32 kleine Miniaturen, einschließlich figürlicher Initialen.
Österreichische Nationalbibliothek, Wien, Cod. 1857.
Miniatur: Maria in der Kirche. Thomas von Canterbury in Initiale f. 14v–15:
Die ganzseitige Miniatur zeigt eine sitzende Dame an einem offenen Fenster, das auf den Chor einer gotischen Kirche hinausgeht. Sie sitzt in ihrem Gebetsstuhl und rezitiert ihre Stundengebete, einen Hund auf dem Schoß und neben ihr auf dem Fenstersims einen Schleier, eine goldene Kette mit edelsteinbesetztem Anhänger, Nelken und eine Vase mit Schwertlilien. Unterhalb der Vase ist ein goldbesticktes Kissen. Es wird angenommen, dass es sich bei der Dame um Maria von Burgund als junge Prinzessin kurz nach dem Tod ihres Vaters, Karls des Kühnen, im Jahr 1477 handelt; doch trägt sie keine Trauerkleidung, vielmehr ein Kleid aus goldbraunem Samt, dazu einen spitz zulaufenden Hut mit Schleier.
Ihr Gebetbuch hält sie sehr vorsichtig, die eine Hand unter dem grünen Hülleneinband (frz. Chemisette), während ein Finger der anderen vorsichtig die Seite anzeigt, auf der das Buch aufgeschlagen ist. Auf der aufgeschlagenen Seite ist deutlich die Initiale „O“ zu erkennen; so könnte es sein, dass sie das Gebet „Obsecro te“ – „Ich flehe dich an“ liest.
In der dahinterliegenden Kirche befindet sich eine Gruppe, die als Illustration des Gebetes gedacht sein könnte. Vor einem Altar mit goldener Rückenwand sitzt die blaugewandete Jungfrau Maria mit Kind. Auf den Ecken des Teppichs, auf dem der Stuhl steht, sitzen vier Engel mit Kerzen. Links kniet vor der Jungfrau eine Dame mit drei Begleiterinnen. Es könnte sich ebenfalls um Maria von Burgund handeln, nur hier in Goldbrokat gekleidet. Rechts platziert schwingt ein junger Mann ein Weihrauchfass. Bei diesem Herrn könnte es sich um Marias Ehemann Maximilian von Österreich handeln. Dagegen spricht, dass sein Wappen und seine Initialen fehlen. Die Miniatur enthält keinen Text.
Auf der gegenüberliegenden Seite beginnt das Gebet „Die sieben Freuden Mariä“, das dem hl. Thomas Becket von Canterbury zugeschrieben wird. Es beginnt mit einer figürlichen Initiale „L“ der Rubrik, das den Heiligen kniend an einem Lesepult vor einer Vision der Jungfrau Maria mit Kind zeigt. Das Thema der Initiale ist demnach wie in der Miniatur ausführlich bildlich dargestellt das „Obsecro te“, nur dass dort statt des Heiligen eine Dame zu sehen ist. Entgegen der üblichen Anordnung wurde die Hauptszene in den Hintergrund verlegt und so die Aufmerksamkeit des Betrachters auf die lesende Dame gelenkt. Auf diese Art und Weise werden zwei Ebenen miteinander verbunden: im Vordergrund das reale Bildnis einer Dame mit dem Zubehör eines Stilllebens, im Hintergrund eine fromme Vision zum Thema des Gebets.

## Ausführung
Marias Stundenbuch ist, wenigstens zum Teil, ein schwarzes Gebetbuch. Auf den ersten vierunddreißig Seiten ist der Text in Gold und Silber auf schwarzen Feldern geschrieben, die von farbigen, auf den weißen Untergrund des Pergaments gemalten Bordüren umgeben sind. Es ist anzunehmen, dass nach ihres Vaters Ableben ein Trauerbuch gestaltet werden sollte, für das es in der Familie im schwarzen Stundenbuch von Karl dem Kühnen einen Vorläufer gab.
Das Stundenbuch der Maria von Burgund wurde jedoch nicht so weitergeführt, wie es anscheinend beabsichtigt war. Das baldige Herannahen ihrer Hochzeit ließ das als unpassend erscheinen, denn einige Monate später heiratete sie den Habsburger Erzherzog Maximilian von Österreich. Von Blatt 35 an erscheinen Text und Bordüren auf weißem Grund.

## Buchmaler
Das Gebetbuch ist ein Hauptwerk des Meisters der Maria von Burgund, der dieses und eventuell noch ein weiteres Stundenbuch gestaltete – das „Berliner Stundenbuch der Maria von Burgund und Kaiser Maximilians“ (Handschrift 78 B 12 im Kupferstichkabinett Berlin). Der anonyme Künstler wurde abwechselnd als Philippe Mazerolles, Alexander Bening, Nicolas van der Goes (Bruder des bekannteren Hugo van der Goes) und der vornehmlich als Schreiber tätige Claes oder Nicolas Spierinc identifiziert. Bei der Faksimile-Ausgabe von 1969 argumentierte Antoine van Schryve erfolgreich für Nicolas Spierinc, er hielt zwei Künstler für das Stundenbuch der Maria von Burgund verantwortlich, die er als Claes Spierinc und Liétard van Lathem identifiziert. Beide wurden von Karl dem Kühnen hochgeschätzt, für den sie gemeinsam ein Petites Heures gestalteten.
Wer immer die lesende Dame in Marias Stundenbuch malte, es war ein vollendeter Meister, der in der Buchmalerei neue Vorstellungen einführte. Er war der Erfinder des Themas „Blick aus einem Fenster“, das dem einheitlichen Ganzen der Miniatur ein neues Raumgefühl hinzufügte. Die Oberfläche des Pergaments wird zu einem Fenster, das auf ein Panorama in der Ferne hinausgeht, mit der Bordüre als Rahmen. Dieser malerische Versuch der optischen Täuschung führt weg von der zweidimensionalen Welt der Gotik in Richtung auf eine Zukunft, in der die Künstler zunehmend mehr mit den Problemen des Lichts, der Perspektive und der optisch genauen Darstellung des Objektes im Raum befasst waren.